# Az Egyesült Arab Emírségek a 2016. évi nyári olimpiai játékokon
Az Egyesült Arab Emírségek a brazíliai Rio de Janeiróban megrendezett 2016. évi nyári olimpiai játékok egyik részt vevő nemzete volt. Az országot az olimpián 6 sportágban 12 sportoló képviselte, akik összesen 1 érmet szereztek.

## Érmesek
| Érem  | Versenyző   | Sportág   | Versenyszám     |
| ----- | ----------- | --------- | --------------- |
| Bronz | Sergiu Toma | Cselgáncs | Férfi váltósúly |

## Atlétika
Férfi
| Versenyző     | Versenyszám | Előfutam | Előfutam | Előfutam | Elődöntő | Elődöntő | Elődöntő | Döntő   | Döntő    |
| Versenyző     | Versenyszám | Idő      | Hely.    | Össz.    | Idő      | Hely.    | Össz.    | Idő     | Helyezés |
| ------------- | ----------- | -------- | -------- | -------- | -------- | -------- | -------- | ------- | -------- |
| Saud Al-Zaabi | 1500 m      | 4:02,35  | 13.      | 38.      | kiesett  | kiesett  | kiesett  | kiesett | kiesett  |

Női
| Versenyző  | Versenyszám | Döntő    | Döntő    |
| Versenyző  | Versenyszám | Idő      | Helyezés |
| ---------- | ----------- | -------- | -------- |
| Alia Saeed | 10 000 m    | 31:56,74 | 23.      |

## Cselgáncs
Férfi
| Versenyző       | Versenyszám  | Selejtező         | 32-es főtábla                        | Nyolcaddöntő                          | Negyeddöntő                            | Elődöntő                                 | Vigaszág elődöntő | Bronz- mérkőzés                         | Döntő             | Helyezés |
| Versenyző       | Versenyszám  | Ellenfél Eredmény | Ellenfél Eredmény                    | Ellenfél Eredmény                     | Ellenfél Eredmény                      | Ellenfél Eredmény                        | Ellenfél Eredmény | Ellenfél Eredmény                       | Ellenfél Eredmény | Helyezés |
| --------------- | ------------ | ----------------- | ------------------------------------ | ------------------------------------- | -------------------------------------- | ---------------------------------------- | ----------------- | --------------------------------------- | ----------------- | -------- |
| Victor Scvortov | Könnyűsúly   | erőnyerő          | Zeyad Mater (YEM) · 101(0)-000(1)    | Óno Sóhei (JPN) · 000(0)–100(0)       | kiesett                                | kiesett                                  |                   |                                         |                   | 9.       |
| Sergiu Toma     | Váltósúly    | erőnyerő          | Sven Maresch (GER) · 101(2)-000(4)   | Victor Penalber (BRA) · 101(1)-001(0) | Nagasze Takanori (JPN) · 001(3)-000(0) | Haszan Halmurzajev (RUS) · 000(2)–100(2) |                   | Matteo Marconcini (ITA) · 100(0)-000(0) |                   |          |
| Ivan Remarenco  | Félnehézsúly | erőnyerő          | Lyes Bouyacoub (ALG) · 000(0)–010(0) | kiesett                               | kiesett                                | kiesett                                  |                   |                                         |                   | 17.      |

## Kerékpározás

### Országúti kerékpározás
Férfi
| Versenyző    | Versenyszám   | Idő           | Helyezés      |
| ------------ | ------------- | ------------- | ------------- |
| Yousif Mirza | Mezőnyverseny | nem ért célba | nem ért célba |

## Sportlövészet
Férfi
| Versenyző            | Versenyszám | Selejtező | Selejtező | Elődöntő | Elődöntő | Döntő   | Döntő    |
| Versenyző            | Versenyszám | Pont      | Helyezés  | Pont     | Helyezés | Pont    | Helyezés |
| -------------------- | ----------- | --------- | --------- | -------- | -------- | ------- | -------- |
| Khaled Al-Kaabi      | Dupla trap  | 134       | 9.        | kiesett  | kiesett  | kiesett | kiesett  |
| Saif Bin Futtais     | Skeet       | 114       | 29.       | kiesett  | kiesett  | kiesett | kiesett  |
| Sejh Szaíd el-Maktúm | Skeet       | 118       | 17.       | kiesett  | kiesett  | kiesett | kiesett  |

## Súlyemelés
Női
| Versenyző          | Versenyszám | Szakítás | Szakítás | Lökés    | Lökés    | Összesen | Helyezés |
| Versenyző          | Versenyszám | Eredmény | Helyezés | Eredmény | Helyezés | Összesen | Helyezés |
| ------------------ | ----------- | -------- | -------- | -------- | -------- | -------- | -------- |
| Ayesha Al-Balooshi | 58 kg       | 72       | 16.      | 90       | 16.      | 162      | 16.      |

## Úszás
Férfi
| Versenyző        | Versenyszám | Előfutam | Előfutam | Előfutam | Elődöntő | Elődöntő | Elődöntő | Döntő   | Döntő    |
| Versenyző        | Versenyszám | Idő      | Hely.    | Össz.    | Idő      | Hely.    | Össz.    | Idő     | Helyezés |
| ---------------- | ----------- | -------- | -------- | -------- | -------- | -------- | -------- | ------- | -------- |
| Yaaqoub Al-Saadi | 100 m hát   | 59,58    | 5.       | 37.      | kiesett  | kiesett  | kiesett  | kiesett | kiesett  |

Női
| Versenyző       | Versenyszám | Előfutam | Előfutam | Előfutam | Elődöntő | Elődöntő | Elődöntő | Döntő   | Döntő    |
| Versenyző       | Versenyszám | Idő      | Hely.    | Össz.    | Idő      | Hely.    | Össz.    | Idő     | Helyezés |
| --------------- | ----------- | -------- | -------- | -------- | -------- | -------- | -------- | ------- | -------- |
| Nada Al-Bedwawi | 50 m gyors  | 33,42    | 3.       | 78.      | kiesett  | kiesett  | kiesett  | kiesett | kiesett  |